# 訃報 1997年11月
訃報 1997年11月（ふほう 1997ねん11がつ）では、1997年（平成9年）11月中に物故した、又は物故が報じられた人物についてまとめる。

## （1日 - 15日）

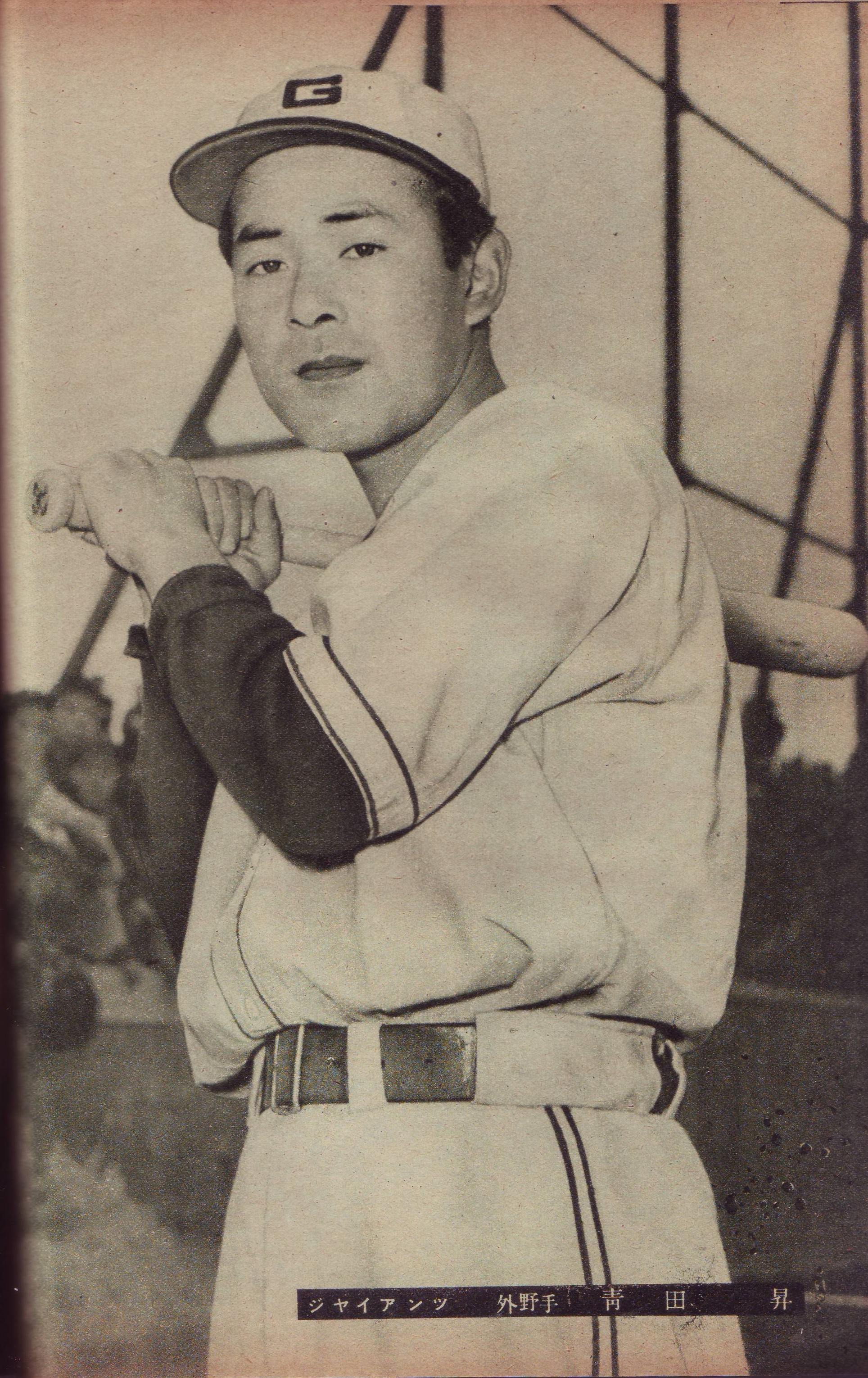
青田昇 / 11月4日没

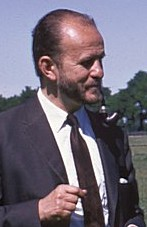
ワグナー・ナンドール / 11月15日没

- 11月1日 - 小坂一也、歌手・俳優（* 1935年）
- 11月4日 - 青田昇、元プロ野球選手（* 1924年）
- 11月8日 - ラム・チェンイン、俳優・スタントマン（*1952年）
- 11月13日 - 江戸英雄、実業家（* 1903年）
- 11月15日 - ワグナー・ナンドール、彫刻家（* 1922年）

## （16日 - 30日）

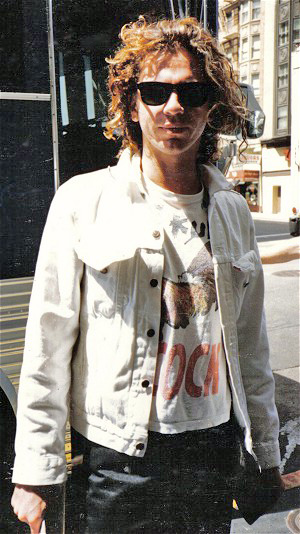
マイケル・ハッチェンス / 11月22日没

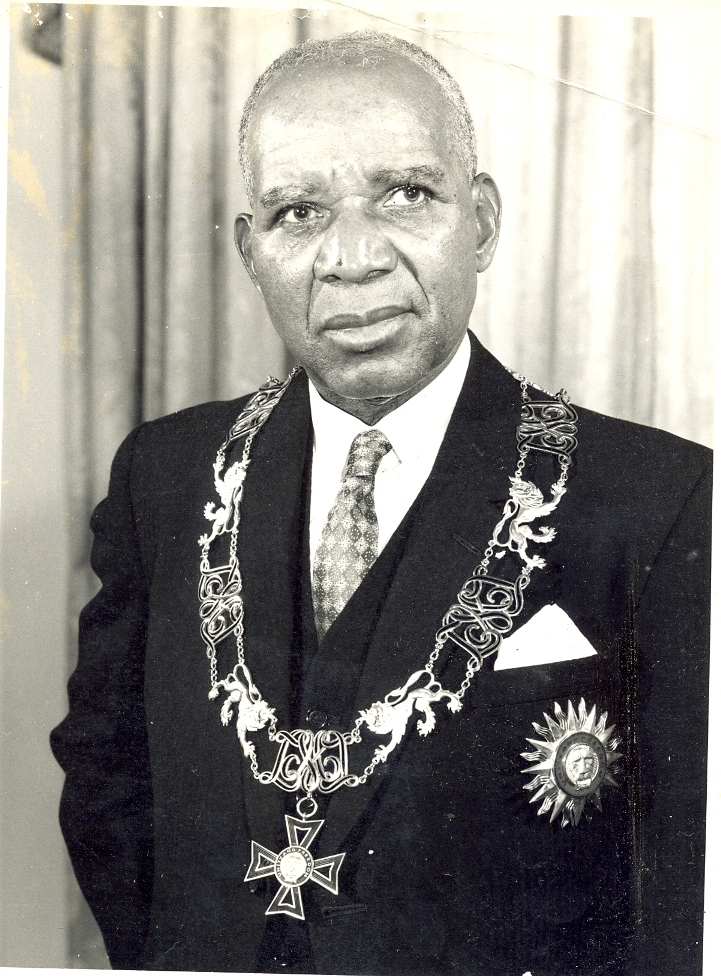
ヘイスティングズ・カムズ・バンダ / 11月25日没

- 11月16日 - 岡本勇、考古学者（* 1930年）
- 11月18日 - 小黒八七郎、医師・内科学者、内視鏡による胃癌治療の権威（* 1929年）
- 11月19日 - 原保美、俳優（* 1915年）
- 11月20日 - 千葉佳男、政治家（* 1930年）
- 11月22日 - マイケル・ハッチェンス、歌手（INXS）（* 1960年）
- 11月23日 - 直井潔、小説家（* 1915年）
- 11月25日 - ヘイスティングズ・カムズ・バンダ、マラウイ大統領（* 1898年）
- 11月25日 - 小津正次郎、実業家・元阪神タイガース球団社長（* 1915年）
- 11月26日 - 奥野健男、文芸評論家（* 1926年）
- 11月27日 - バック・レナード、野球選手（* 1907年）
- 11月28日 - 三津田健、俳優（* 1902年）